# KDE
KDE је међународна заједница која прави слободни софтвер попут окружења Plasma, скупа библиотека за развој софтвера KDE Frameworks и многих мултиплатформских програма. Окружење Plasma је подразумевано окружење многих дистрибуција оперативног система Линукс попут openSuse, Kubuntu, Manjaro Linux, Neon, као и на PC-BSD дистрибуцији оперативног система BSD.
Циљ заједнице је развој слободног софтвера за крајње корснике, као и алата и документације за програмере који пишу такав софтвер. Због тога KDE окупља пројекте као што су пакет канцеларијских програма Calligra Suite, програм за дигитално сликарство Krita, и многи други.

## Историја
је настао 1996. године. Пројекат је покренуо Матијас Етрих, у то време студент универзитета Еберхард Карлс у Тибингену. У то време јуникс системи имали су веома незграпна и ружна графичка окружења, чија је функционалност била упитна. Матијас Етрих је желео да створи лепо и функционалано графичко окружење. Име KDE представља игру речи на постојеће CDE (Common Desktop Environment) графичко окружење које је у то време представљало индустријски стандард за јуникс графичка окружења. CDE графичко окружење је било засновано на X11 протоколу, а развили су га HP, IBM и Sun кроз X/Open компанију и базирано на Мотиф библиотекама. К је у првом тренутку требало да сугерише на "Kool", али брзо је одлучено да К у називу не представља ништа конкретно.
Матиас се одлучио за коришћење Qt библиотека за КДЕ пројекат. Други програмери су схватили да је KDE добра идеја и почињу подржавати пројекат и развијају KDE/Qt апликације. Већ почетком 1997. је развијен велики број апликација за KDE. У то време Qt није био слободан софтвер и чланови ГНУ пројекта нису одобравали стварање слободног графичког окружења коришћењем власничких библиотека. Због тога су у то време покренута два пројекта: Хармони са циљем креирања бесплатне замене Qt библиотека и Пројекат Гном са циљем креирања отвореног графичког окружења без власничких библиотека.
У новембру 1998, Qt библиотеке излазе под лиценцом отвореног кода Q Public License (QPL). Исте године настаје KDE отворена Qt задужбина (KDE Free Qt foundation). Од септембра 2000, јуникс верзија Qt библиотека излазе под ГПЛ лиценцом, а од верзије Qt4 све верзије (за јуникс, Windows и мек) Qt бибилотека постаје слободна.
KDE и Гном пројекти су данас чланови freedesktop.org организације, која има циљ стандардизације јуникс графичких окружења.

### Маскота
Маскота КДЕ пројекта је зелени змај назван Конки (енгл. Konqi).

## Организација КДЕ пројекта
Као и многи пројекти отвореног кода и КДЕ је пројекат који постоји захваљујући напорима добровољаца, али га подржавају и велике компаније као што су: Новел (енгл. Novell), Дигија (енгл. Digia), Блу Системс (Шаблон:Blue Systems). Због великог броја добровољаца који доприносе развоју пројекта (програмирањем, превођењем, уметничким радом), организација је врло сложена. О већини проблема се дискутује на бројним мејлинг листама.
Важне одлуке, као датуми изласка и убацивање нових апликација се доносе на kde-core-devel листи На овој листи учешће имају добровољци који су имали најзначајнији допринос пројекту у дужем временском периоду. Одлуке се не доносе гласањем, већ после дискусија на мејлинг листама.
База пројекта је у Немачкој и организација је регистрована као непрофитабилна.
Конференције о пројекту се организују сваке године под називом аКадеми (aKademy) и на њима учествује велики број заслужних волонтера.

### Ребрендинг пројекта
Дана 24. новембра 2009. маркетинг тим КДЕ пројекта званично је објавио ребрендиг КДЕ пројекта и њихових делова, са циљем да се ствараоци КДЕ-а укључе у једну ширу заједницу, не само због креирања десктоп окружења већ и на стварању и раду ма другим пројекатима у оквиру заједнције. Ребрендинг је фокусинран не на наглашавање десктоп окружења као „на још један производ“, већ на заједницу и на технологије везане за КДЕ. Од тада назив, КДЕ губи само акрномско значење (К десктоп оркужење - K Desktop Environment), већ постаје један шири појам у оквиру којег постоје други подбрендови и софтверске компоненте:
- KDE Frameworks 5 - колекција библиотека и основних сервиса за развој софтвера.
- КДЕ апликације - програми за крајње кориснике. Новим брендом наглашава се да КДЕ могу бити портоване на више опертивних система и да могу да раде на различитим окружењима.
- КДЕ радно окружење - за различита окружења графичког корисничког интерфејса на располагању, било на десктопу или прилагођен другим уређајима као што су нетбоок и смарт телефони.
- КДЕ Софтверска компилација - представља координисана издања новог софтвера, прикупљајући елементе прехотндно наведене компоненте у један свеобухватни скуп софтверских пакета. Оно што је некада било познато под називом КДЕ 4.4, од сада ће бити називано „КДЕ 4.4 софтверска компилација“ (KDE Software Compilation 4.4) или скраћено КДЕ СЦ 4.4 (KDE SC 4.4)

## Циклус излазака и обележавање верзија
До сада је било 12 важнијих везија програма: 1.0, 1.1, 2.0, 2.1, 2.2, 3.0, 3.1, 3.2, 3.3, 3.4, 3.5 и 4.0. Актуелна верзија је 4.0 и изашла је 11. децембра 2008. године. КДЕ 4 је базиран на Qt 4 бибилотекама.
Х.0 КДЕ верзије представљају специјалне верзије које прекидају изворну и бинарну компатибилност са претходником. Верзије Х.1, Х.2 итд јамче изворну и бинарну компатибилност. Ово значи да ће програми писани за верзију 3.0 радити на свим следећим подверзијама 3.1, 3.2, 3.3 итд., али програми писани за верзију 2.0 неће радити на верзијама 3.0 и новијим.
Све мање измене се обележавају са три броја, КДЕ 3.1.1 је пример. Код оваквих подверзија акценат је стављен на исправку грешака и нека ситнија побољшања .

## КДЕ 5
КДЕ 4 је последња верзија КДЕ-а, базирана на четвртој верзији Qt библиотека.
Нове могућности су:
- Повећање брзине и боља меморијска ефикасност, захваљујући напреднијим Qt библиотекама
- Реорганизација и чишћење главног kdelibs АПИ
- Нова главна икон икона и визуелни изглед, развијен у оквиру Оксиген пројекта ће користити СВГ могућности.
- Комплетно редизајнирана радна површина и панели под називом Пласма
- 3Д ефекти и
- Побољшано управљање датотекама и веб браузинг интерфејса у програму Konqueror.
- Стандардни скриптинг систем дефинисан око ЕЦМА скрипта (познат још као ЈаваСкрипт) или Кросс који ће укључивати и друге програмске језике
- Нови мултимедијални интерфејс
- АПИ за мрежне и портабл уређаје (Solid)
- Нови комуникациони интерфејс (Decibel)
- Метадата и претраживачки интерфејс, највероватније назван Тенор. Биће убачен у Стриги систем за претрагу и Непомук КДЕ интеграцију.
- Нови управљач датотекама (Dolphin)
- Microsoft Windows и Mac OS X верзија КДЕ библиотека.
- Нови систем за проверу правописа назван Сонет

## Пакети
Због величине КДЕ-а, он је подељен је на неколико категорија како би се упростила инсталација.
- – КДЕ саунд сервер
- – Основне библитотеке и језгро система.
- – Основа десктопа и апликација. Захтева kdelibs.
- - Додатни софтвер
- – Административни алати намењени јуникс машинама
- – Додатни стилови, иконе, позадине и др.
- – Софтвер за образовне сврхе
- - Игре
- – Алати за обраду графике
- – Преводи окружења
- – Мултимедијални софтвер
- – Алати за подешавање мреже
- – Електронска пошта и лични организатор.
- – Развојни алати
- – Забава и играчке
- – Корисни алати
- – Развој веб апликација
- – Офис пакет
- – Подршка за остале програмске језике

### КДЕ апликације
Апликације које КДЕ садржи :
- – Музички плејер
- – Програм за резање ЦД-ова и DVD-ова
- – едитор
- – Интегрисано развојно окружење (IDE)
- – Емаил клијент
- – Емулатор терминала
- – Инстант поруке
- – Фајл менаџер и веб-браузер KHTML (KHTML Wiki)
- – Још један едитор
- - Апликација за веб-дизајн.
- – Видео-плејер
- – Торент клијент

## Временски приказ излазака КДЕ окружења
| Датум               | Издање                                                    |
| ------------------- | --------------------------------------------------------- |
| 14. октобар 1996.   | Покренут пројекат од стране Матиаса Етриха                |
| КДЕ 1               |                                                           |
| 12. јул 1998.       | КДЕ 1.0                                                   |
| 6. фебруар 1999.    | КДЕ 1.1                                                   |
| 3. мај 1999.        | КДЕ 1.1.1                                                 |
| 13. септембар 1999. | КДЕ 1.1.2 (КДЕ 1.2 је планирана, али никада није изашла)  |
| 15. децембар 1999.  | KDE 1.89, под називом Krash (нестабилна развојна верзија) |
| КДЕ 2               |                                                           |
| 23. октобар 2000.   | КДЕ 2.0                                                   |
| 26. фебруар 2001.   | КДЕ 2.1                                                   |
| 15. август 2001.    | КДЕ 2.2                                                   |
| КДЕ 3               |                                                           |
| 3. април 2002.      | КДЕ 3.0                                                   |
| 28. јануар 2003.    | КДЕ 3.1                                                   |
| 3. фебруар 2004.    | КДЕ 3.2                                                   |
| 19. август 2004.    | КДЕ 3.3                                                   |
| 16. март 2005.      | КДЕ 3.4                                                   |
| 29. новембар 2005.  | КДЕ 3.5                                                   |
| 31. јануар 2006.    | КДЕ 3.5.1                                                 |
| 28. март 2006.      | КДЕ 3.5.2                                                 |
| 31. мај 2006.       | КДЕ 3.5.3                                                 |
| 2. август 2006.     | КДЕ 3.5.4                                                 |
| 11. октобар 2006.   | КДЕ 3.5.5                                                 |
| 24. јануар 2007.    | КДЕ 3.5.6                                                 |
| 22. мај 2007.       | КДЕ 3.5.7                                                 |
| 16. октобар 2007.   | KDE 3.5.8                                                 |
| КДЕ 4               |                                                           |
| 11. јануар 2008.    | КДЕ 4.0                                                   |
| 29. јул 2008.       | КДЕ 4.1                                                   |
| 27. јануар 2009.    | КДЕ 4.2                                                   |
| 4. август 2009.     | КДЕ 4.3                                                   |
| 9. фебруар 2010.    | КДЕ 4.4                                                   |
| 10. август 2010.    | КДЕ 4.5                                                   |
| 26. јануар 2011.    | КДЕ 4.6                                                   |
| 27. јул 2011.       | КДЕ 4.7                                                   |